# Associazione Sportiva Gubbio 1910 2007-2008
Questa pagina raccoglie le informazioni riguardanti l'Associazione Sportiva Gubbio 1910 nelle competizioni ufficiali della stagione 2007-2008.

## Rosa
| N. |                    | Ruolo | Calciatore            |
| -- | ------------------ | ----- | --------------------- |
|    | Italia (bandiera)  | D     | Matteo Anania         |
|    | Italia (bandiera)  | D     | Alessio Ballanti      |
|    | Italia (bandiera)  | C     | Alessandro Bellafante |
|    | Italia (bandiera)  | A     | Luca Bellucci         |
|    | Italia (bandiera)  | D     | Gionata Bruni         |
|    | Italia (bandiera)  | D     | Alessandro Capone     |
|    | Francia (bandiera) | C     | Yunes Chaib           |
|    | Italia (bandiera)  | D     | Vanni Chiarotto       |
|    | Italia (bandiera)  | A     | Alessandro Corallo    |
|    | Italia (bandiera)  | D     | Angelo Ercoli         |
|    | Italia (bandiera)  | C     | Davide Faieta         |
|    | Italia (bandiera)  | D     | Simone Farina         |
|    | Italia (bandiera)  | A     | Giosuè Fioriti        |
|    | Italia (bandiera)  | D     | Andrea Fiumana        |
|    | Italia (bandiera)  | D     | Valerio Genesio       |

| N. |                    | Ruolo | Calciatore           |
| -- | ------------------ | ----- | -------------------- |
|    | Italia (bandiera)  | A     | Alex Gibbs           |
|    | Italia (bandiera)  | P     | Federico Groppioni   |
|    | Armenia (bandiera) | A     | Ara Hovhannisyan     |
|    | Italia (bandiera)  | C     | Matteo Manzo         |
|    | Italia (bandiera)  | D     | Daniele Marino       |
|    | Italia (bandiera)  | C     | Nicola Napolitano    |
|    | Italia (bandiera)  | D     | Giuseppe Orlando     |
|    | Italia (bandiera)  | A     | Rocco Placentino     |
|    | Italia (bandiera)  | C     | Alessandro Sandreani |
|    | Italia (bandiera)  | P     | Alessio Scarabattola |
|    | Italia (bandiera)  | C     | Alessandro Tatomir   |
|    | Italia (bandiera)  | A     | Leonardo Varchetta   |
|    | Italia (bandiera)  | A     | Lorenzo Vispi        |
|    | Italia (bandiera)  | C     | Filippo Zacchei      |